# Bima (stato)
Il sultanato di Bima (in lingua aceh: Kesultanan Bima o Kesultanan Bima Mbojo) fu uno stato principesco esistito nell'attuale Indonesia, tra il 1620 ed il 1958. Esistette dall'XI secolo come regno di Bima.

## Storia

### Le origini
Sin dai tempi antichi, l'isola di Sumbawa risultava divisa in sei regni chiamati Sumbawa, Tambora, Dompu, Pekat, Sanggar e Bima. Di questi, gli ultimi quattro parlavano la lingua bima, correlata per affinità alle lingue parlate a Flores ed a Sumba. Il regno buddista-indù di Bima fu il predecessore del sultanato di Bima e venne fondato probabilmente nell'XI secolo. Il nome indigeno del regno era Mbojo. La leggenda locale parla di due fratelli, Indera Jambrut e Indera Kemala, figli del mitico eroe Mgima e di una donna-dragone dorata che aveva poteri soprannaturali. Questi giunsero all'isola di Sumbawa dall'isola di Satonda e vennero riconosciuti signori dell'isola. Le fonti storiche per Bima ad ogni modo si attestano tra il XV ed il XVI secolo. Almeno dal XVII secolo, il sistema di governo venne adattato a quello del regno di Gowa. Oltre al Sangaji (re) ed al Tureli Nggampo (reggente esecutivo), l'amministrazione del regno includeva la nomina di una serie di Tureli (ministri), Jeneli (sottocapi) e Gelarang (capi villaggi). Il commercio e l'economia locale crebbero rapidamente, come attestato dal portoghese Tomé Pires (c. 1515) che riportò nei suoi scritti che Bima esportava vestiti, cavalli, schiavi e legno di pernambuco. Mentre Giava era il principale riferimento culturale all'inizio dell'esistenza del regno, col tempo la parte meridionale di Sulawesi divenne più importante.
Fu proprio nel Seicento che si svilupparono un esercito e una marina notevoli per il piccolo stato di Bima, affiancandosi a Gowa ed a Ternate. In questo periodo di prosperità, Bima sviluppò anche una propria letteratura, arte e cultura, al punto che due principi chiamati Mawaa Bilmana e Manggampo Donggo vennero inviati a Gowa per studiare e carpire ulteriori tecnologie per far avanzare lo stato e riformare la società; dal loro viaggio di ritorno importarono la tradizione della coltivazione del riso, il miglioramento dei sistemi d'irrigazione e la decentrazione del governo tramite funzionari locali. Manggambo Donggo, che poi divenne re egli stesso, introdusse un sistema di scrittura nuovo appreso a Gowa che divenne noto come "alfabeto Mbojo".
Il regno di Bima Mbojo continuò a fiorire sino alla morte di Sangaji Wa'a Ndapa Ma, figlio di Manggampo Donggo, alla fine del XVI secolo.

### Il sultanato
Il regno di Makassar condusse una serie di campagne militari in ogni direzione all'inizio del XVII secolo, in parte nella speranza di diffondere l'islam nell'arcipelago, ed in parte per appagare il proprio espansionismo. Sumbawa venne attaccata in tre spedizioni, rispettivamente nel 1618, nel 1619 e nel 1626. Uno dei motivi per queste spedizioni fu anche la necessità di assicurare a Makassar un costante arrivo di riso di cui necessitava per continuare le proprie operazioni espansionistiche. Secondo la tradizione biamanese scritta nel Bo (un vecchio registro di eventi storici conservato al palazzo reale di Bima), il sedicesimo (secondo altre fonti il ventunesimo) re, Mantau Asi Sawo, siglò un contratto di alleanza con Makassar. Quando questi morì, il potere venne preso dal principe Salisi che aveva ucciso il figlio primogenito ed erede di Sawo durante una battuta di caccia. Il figlio secondogenito di Sawo, La Kai, fuggì a Teke ad est e si alleò coi makassaresi. Questi accettò l'islam il 15 rabiulawal 1030 (7 febbraio 1621) e venne istruito nella nuova fede dal missionario islamico Dato' ri Bandang. Salisi riuscì a resistere alle forze makassaresi per qualche tempo, ma venne infine sconfitto da una flotta proveniente da Sulawesi e guidata dal bimanese La Mbila.
La Kai venne installato quale nuovo sovrano. Secondo il Bo questo re sposò la sorella della moglie del sultano Alauddin di Makassar, una principessa di nome Daeng Sikontu, che era figlia di Karaeng Kassuarang. Il re, ottenne così il titolo di sultano di Bima ed adottò il nome mussulmano di Abdul Kahir. Si scatenò una ribellione per il ritorno dei makassaresi ma questa venne repressa nel 1632-33. Dopo che il primo sultano morì nel 1640 venne succeduto da suo figlio Sirajuddin o Abu'l-Khair che divenne noto col nome di Bima II. Questi fu un politico particolarmente abile che assistette Makassar nelle sue guerre; egli fu anche il primo a dover subire la sovranità dei coloni olandesi della Compagnia olandese delle Indie orientali che si imposero come principale potenza commerciale e militare dell'area. Alla morte del sultano nel 1682, venne succeduto da suo figlio Nuruddin Ali Syah che continuò la politica di unione con Makassar anche a livello matrimoniale (pratica che proseguì sino alla metà del XVIII secolo).

### La sovranità olandese

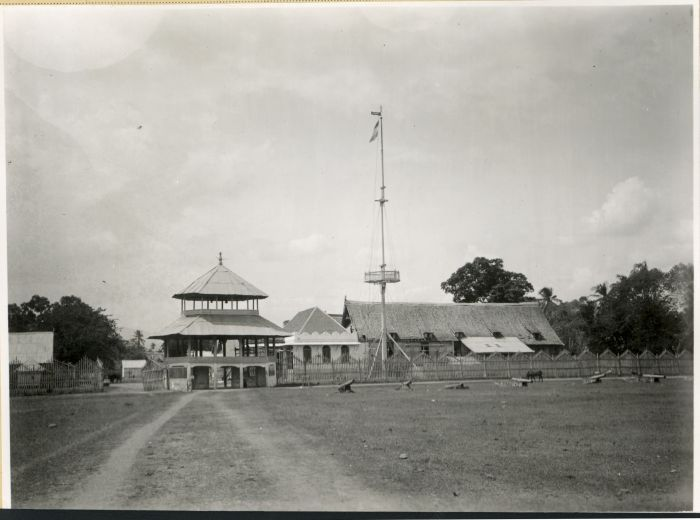
Il palazzo reale di Bima

Già durante il regno di Abu'l-Khair Sirajuddin, l'impero Makassar era stato sconfitto dalla Compagnia olandese delle Indie orientali per ben due volte, nel 1667 e nel 1669. I makassaresi, di conseguenza persero oltre a diversi territori nella parte orientale dell'Indonesia, anche la loro tradizionale influenza sui regni locali. Il sultanato di Bima decise di sottomettersi ufficialmente agli olandesi l'8 dicembre 1669 firmando un accordo a Batavia (Giacarta), sede del governatorato olandese dell'area.
La posizione di Bima e degli altri cinque regni di Sumbawa fu, almeno inizialmente, quella di alleato subordinato agli olandesi. Dal momento che Bima era lo stato più importante dell'isola, fu quello che ottenne un "consigliere" olandese da affiancare al sultano per aiutarlo a prendere le sue decisioni. I coloni olandesi erano intenzionati a mantenere il dominio saldamente su queste aree per assicurarsi il commercio di merci di pregio come il legno di Biancaea sappan che cresceva nelle foreste locali, forzando lo stato a riconoscere ai Paesi Bassi un monopolio che perdurò sino al 1874. La presenza degli olandesi a Bima, ad ogni modo, fu marginale e limitata perlopiù all'area commerciale. Il sultanato venne duramente colpito dal disastro dell'eruzione del vulcano Tambora nel 1815 che causò distruzioni ed una pesante carestia.

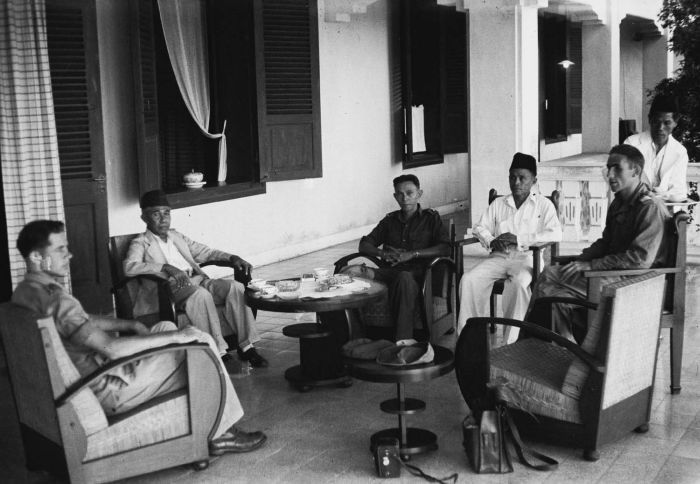
Incontro tra le autorità olandesi ed il sultano di Bima

Il XIX secolo, ad ogni modo, fu un periodo tranquillo per la storia del sultanato, per quanto gli olandesi intensificarono il loro controllo sull'area. Nel 1905 Bima divenne un "feudo" (leen) delle Indie orientali olandesi ed il sultano Ibrahim dovette cedere i diritti sul commercio estero agli olandesi. La tassazione venne riorganizzata e tenuta saldamente nelle mani delle autorità coloniali. La crescente pressione degli europei portò a delle piccole rivolte, in particolare a Ngali nel 1908-09. Nel 1920 Bima perse il controllo di Manggarai, ma il sultano venne in parte ricompensato con Sanggar, un regno vicino che venne unito al dominio di Bima nel 1928. I giapponesi invasero le Indie orientali olandesi nel 1941-42 e l'amministrazione olandese di Sumbawa venne annullata. Gli occupanti giapponesi lasciarono il sultano di Bima al suo posto e permisero anzi al sultano Muhammad Salahuddin di incorporare un altro stato vicino, il sultanato di Dompu, nel suo reame. Dopo la proclamazione dell'indipendenza indonesiana nell'agosto del 1945, il sultano di Bima in un primo momento si disse favorevole alla repubblica. Ad ogni modo, poco tempo dopo, gli olandesi ripresero il controllo della situazione in Indonesia e costrinsero Muhammad Salahuddin a restituire Dompu alla famiglia del legittimo sultano. Assieme a gran parte dell'arcipelago orientale, i sultani dell'isola vennero costretti ad aderire al nuovo stato dell'Indonesia orientale, filo-olandese, nel dicembre del 1946. Questo stato entrò a far parte della repubblica indonesiana nel 1949 e venne sciolto l'anno successivo. Il sultano Muhammad Salahuddin morì a Giacarta nel 1951. Suo figlio Abdul Kahir, fu governatore del territorio tra il 1953 ed il 1957. Nel 1958, infine, i principati di Sumbawan vennero aboliti dalla repubblica olandese e rimpiazzati dalla moderna struttura statale.

## Sultani di Sumbawa
- Abdul Kahir (figlio di Ruma Mantau Asi Sawo) c. 1620-1640
- Ambela Abu'l-Khair Sirajuddin (figlio) 1640-1682
- Nuruddin Abubakar Ali Syah (figlio) 1682-1687
- Jamaluddin Ali Syah (figlio) 1687-1696
- Hasanuddin Muhammad Ali Syah (figlio) 1697-1731
- Alauddin Muhammad Syah (figlio) 1731-1748
- Kamalat Syah (figlia) 1748-1751
- Abdul Kadim Muhammad Syah (fratello) 1751-1773
- Abdul Hamid Muhammad Syah (figlio) 1773-1817
- Ismail Muhammad Syah (figlio) 1817-1854
- Abdullah (figlio) 1854-1868
- Abdul Aziz (figlio) 1868-1881
- Ibrahim (fratello) 1881-1915
- Muhammad Salahuddin (figlio) 1915-1951
- Abdul Kahir (figlio), capo territoriale 1954-1957